# A Natural Man
A Natural Man è un cortometraggio muto del 1915 diretto da Ulysses Davis.

## Produzione
Il film fu prodotto dalla Vitagraph Company of America.

## Distribuzione
Distribuito dalla General Film Company, il film - un cortometraggio in due bobine - uscì nelle sale cinematografiche statunitensi il 13 luglio 1915.